# Trojice galaxií ve Lvu
Trojice galaxií ve Lvu (také známá jako Lví trojče nebo skupina M66) je malá skupina 3-5 galaxií vzdálená od Země přibližně 35 milionů světelných let. Na obloze se nalézá v souhvězdí Lva a tvoří ji 3 spirální galaxie: Messier 65, Messier 66 a NGC 3628.

## Členové skupiny
Následující tabulka ukazuje ty členy skupiny, na kterých se shodují Nearby Galaxies Catalog, Lyons Groups of Galaxies (LGG) Catalog a tři seznamy této skupiny vytvořené při průzkumu Nearby Optical Galaxies.
| Název    | Typ      | R.A. (J2000)  | Dec. (J2000) | Rudý posuv (km/s) | Magnituda |
| -------- | -------- | ------------- | ------------ | ----------------- | --------- |
| M65      | SAB(rs)a | 11h 18m 56,0s | +13°05′32″   | 807 ± 3           | 10,3      |
| M66      | SAB(s)b  | 11h 20m 15,0s | +12°59′30″   | 727 ± 3           | 9,7       |
| NGC 3628 | SAb pec  | 11h 20m 17,0s | +13°35′23″   | 843 ± 1           | 9,4       |

Některé výše zmíněné prameny uvádí, že do skupiny může patřit další jedna nebo dvě galaxie. Nejčastěji bývá uváděn jako další člen skupiny galaxie NGC 3593.

## Blízké skupiny galaxií
Fyzicky blízko trojice ve Lvu se nachází Skupina galaxií M 96.
Tyto dvě skupiny mohou být oddělené části jiné mnohem větší skupiny, ovšem některé studie považují trojici ve Lvu za součást Skupiny galaxií M96.

## Galerie obrázků

Snímek trojice ve Lvu a vzdálenějších galaxií z dalekohledu VST.[11] Tento obrázek ukazuje možnosti nového přístroje určeného k průzkumu vzdáleného vesmíru.
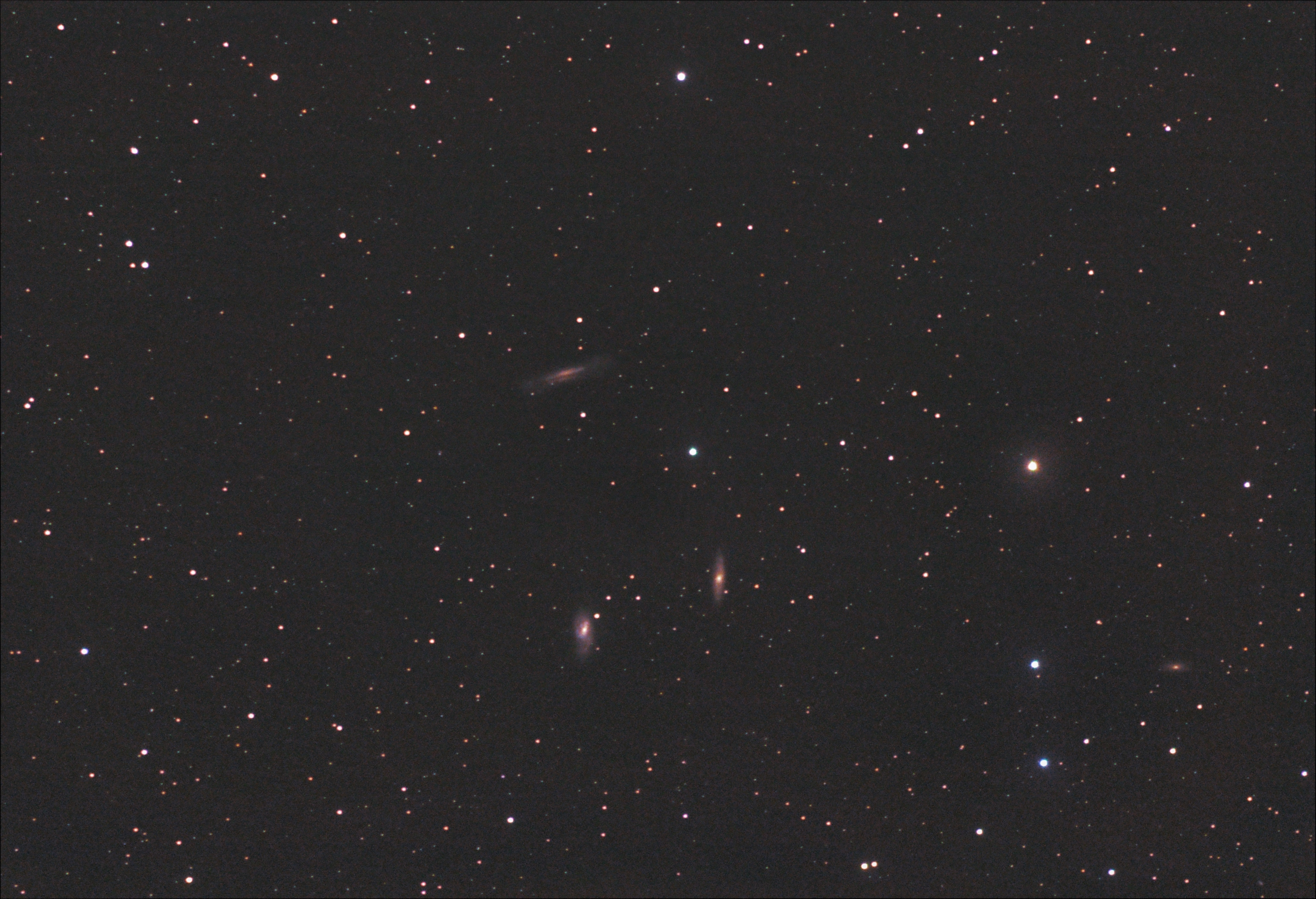
Amatérský snímek trojice ve Lvu
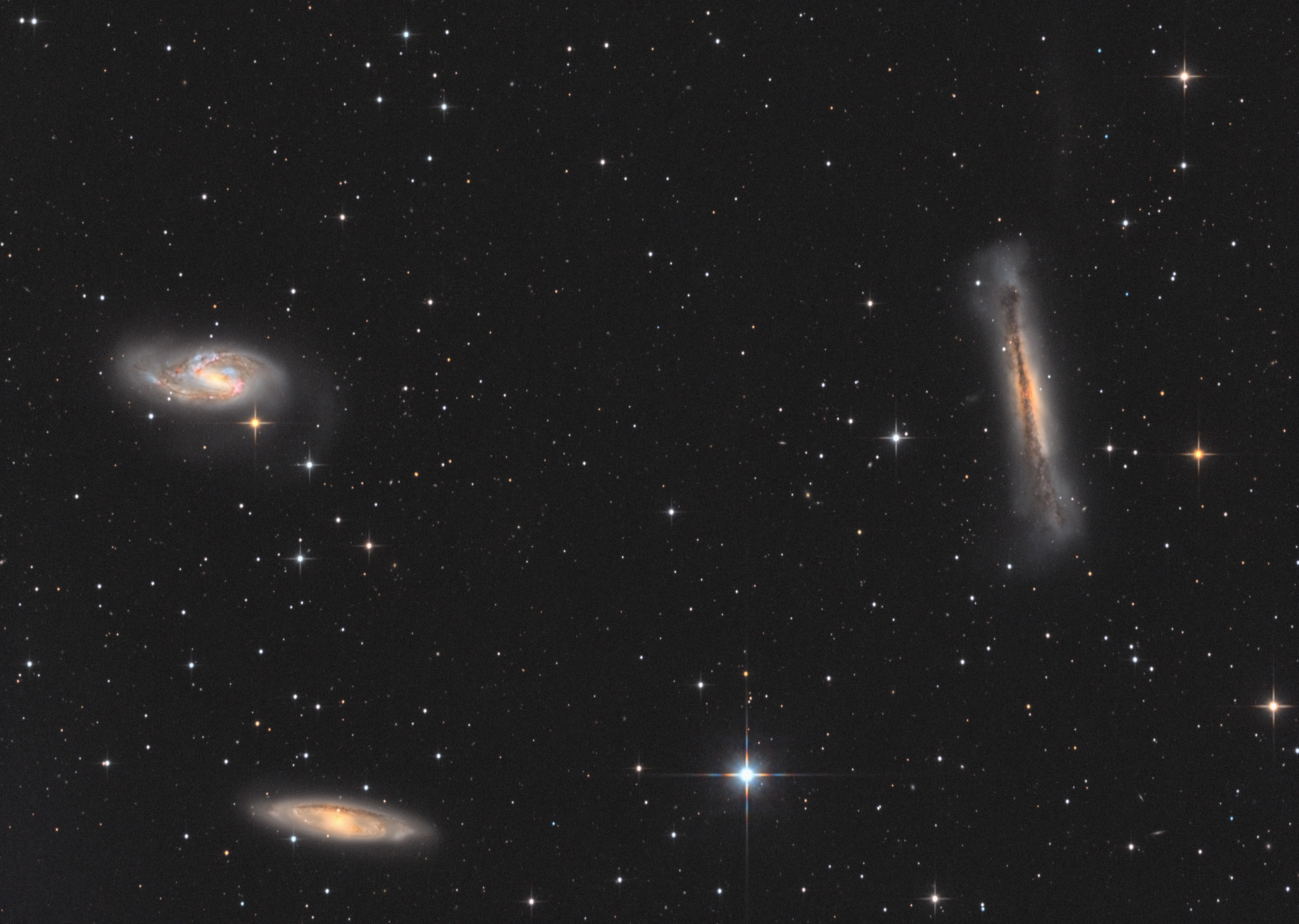
Snímek trojice ve Lvu amatérským dalekohledem, expozice cca 12h, sever je vpravo